# Nana (mythologie)
Pour les articles homonymes, voir Nana.
Dans la mythologie grecque, Nana (en grec ancien Νάνα / Nána) est une naïade, fille du dieu fleuve Sangarios (aujourd'hui le fleuve Sakarya en Asie Mineure, actuelle Turquie).
En dormant sur le mont Dindyme, Zeus fertilisa la terre. De sa semence naquit un être bisexué : il fut émasculé par les dieux et devint la déesse Cybèle. Quant au sexe mâle tranché, il tomba sur terre et engendra un amandier. Nana fut fécondée par une amande tombée de cet arbre. Le fruit pénétra son sein et elle donna naissance à Attis.
Nana abandonna le petit garçon, qui fut soigné par un bouc. Le bébé, Attis, grandit puis devint l'amant et l'époux de Cybèle, Grande Déesse (mais aussi son propre père, lorsqu'il était l'hermaphrodite Agdistis mutilé).

## Sources primaires
1. ↑  Peut-être était elle à l'origine une divinité phénicienne.

- Pausanias, Description de la Grèce, 7. 17. 11.
- Arnobius, Adversus Nationes, 5. 6. 7 (source pour le prénom).